# Стовпні
Стовпні — селище в Україні, у Верховинському районі Івано-Франківської області. Входить до складу Білоберізької сільської громади. Поселення є найвищим населеним пунктом Івано-Франківської області та третім в Україні за найбільшою середньою висотою поселення.

## Розташування
Селище Стовпні знаходиться біля річки Пробійна та межує з селом Пробійнівка.

## Історія
З 1991 року в складі незалежної України.
2 жовтня 2015 року шляхом об'єднання Білоберізької, Устеріківської та Хороцівської сільських рад село увійшло до Білоберізької сільської громади.
12 червня 2020 року, відповідно до Розпорядження Кабінету Міністрів України  № 714-р «Про визначення адміністративних центрів та затвердження територій територіальних громад Івано-Франківської області», увійшло до складу Білоберізької сільської громади.
19 липня 2020 року, в результаті адміністративно-територіальної реформи та ліквідації Верховинського району, село увійшло до складу новоутвореного Верховинського району.

## Населення
Згідно з переписом УРСР 1989 року чисельність наявного населення селища становила 59 осіб, з яких 23 чоловіки та 36 жінок.
За переписом населення України 2001 року в селищі мешкали 63 особи.

### Мова
Розподіл населення за рідною мовою за даними перепису 2001 року:
| Мова       | Відсоток |
| ---------- | -------- |
| українська | 98,41 %  |
| російська  | 1,59 %   |